# 森川重能
森川 重能（もりかわ しげよし、元禄12年（1699年） -　正徳6年閏2月9日（1716年4月1日））は、下総生実藩の嫡子。第4代藩主・森川俊胤の三男。母は亀井茲政の娘。官位は従五位下、飛騨守。幼名は金一郎。
重能には兄・森川俊常があったが、弟である重能が正室の子として生まれたため、嫡子として育てられた。正徳3年（1713年）、徳川家継に拝謁し叙任するが、家督を継ぐことなく正徳6年（1716年）に早世した。代わって、兄・俊常が嫡子となり、後に家督を継いだ。
法名は桃源院別令芳林。